# Léa Murawiec
Léa Murawiec est une autrice et éditrice de bande dessinée française née en 1994.

## Biographie
Léa Murawiec naît en 1994 d'un père architecte et d'une mère designer, elle a un frère.
Elle étudie à l'École Estienne puis obtient en 2018 un DNSEP à l'ÉESI d'Angoulême. Son travail de diplôme est une bande dessinée à choix multiples nommée Endurance. Elle réalisa durant ces études un Erasmus à Shangaï.
En 2013, encore étudiante à Estienne, elle commence à publier dans le fanzine Flǔtiste, publié par un groupe d'amis de l'École nationale supérieure des arts appliqués et des métiers d'art, dont chaque numéro repose sur un contrainte narrative. Après quelques publications, elle devient éditrice au sein du collectif.
Durant ces périodes d'étude, elle publie plusieurs fanzines et participe à divers collectifs. Dès sa sortie de l'école, elle commence une série de strips dans Biscoto. Elle obtient également une bourse croisée portée par l'ÉESI, Magelis et la Cité de la bande dessinée. Elle entre donc en résidence à la Maison des auteurs en octobre 2019 pour un an, durant lequel elle travaille sur son projet Le Grand Vide.
Publié par les éditions 2024 en août 2021, l'album obtient aussitôt un excellent accueil public et critique,,. Il est notamment désigné « Album de l'année 2021 » par la rédaction d'Actuabd et fait partie de la sélection officielle du Festival d'Angoulême 2022. Il remporte le Fauve du Public France Télévisions. Il obtient une "Mention" Prix BolognaRagazzi, dans la catégorie Comics - young adult à la Foire du livre de jeunesse de Bologne.

## Œuvres

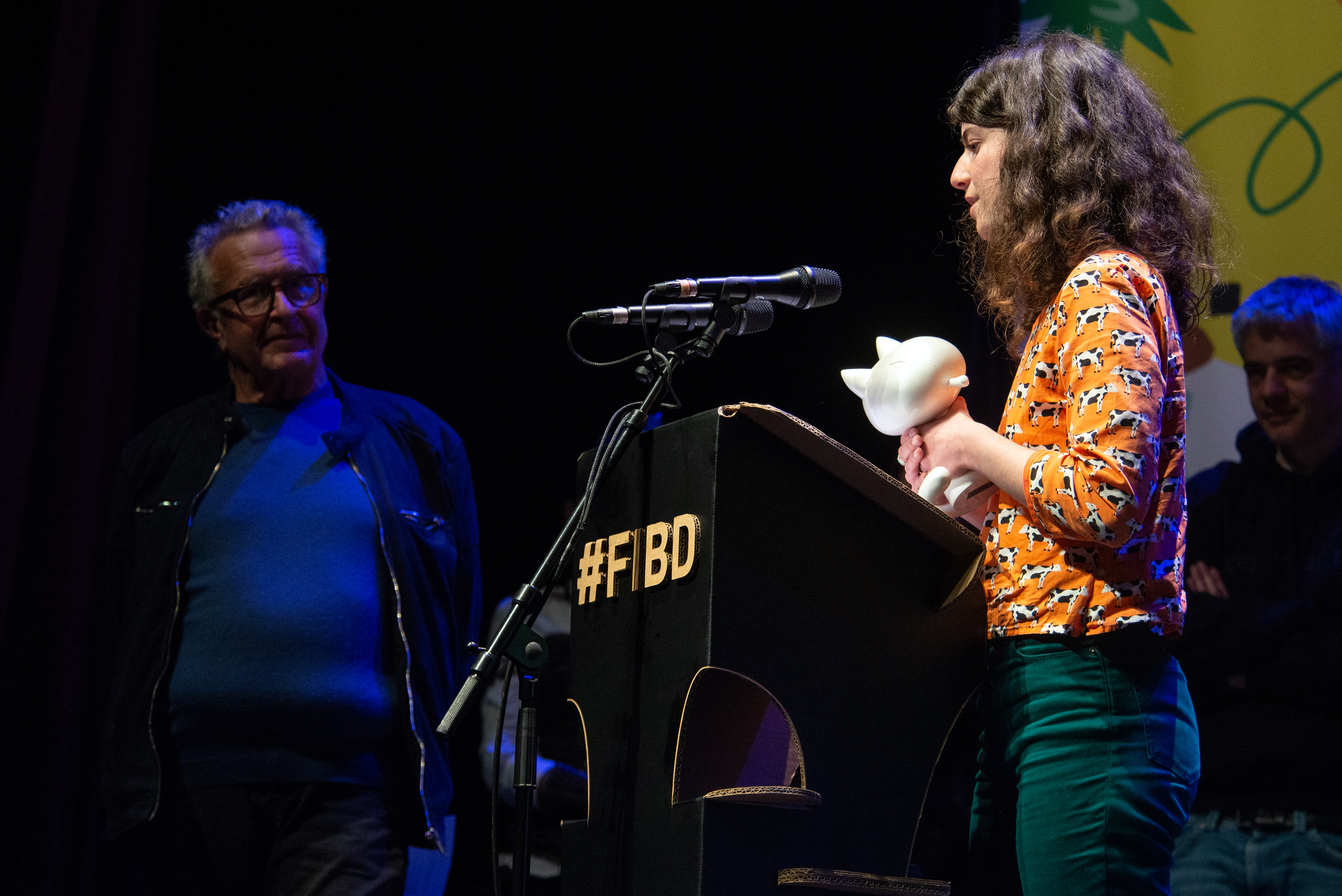
Léa Murawiec recevant le prix du public au Festival d'Angoulême 2022.

Publications dans les fanzines et revues Flǔtiste, Nébuleuse, Bento, Biscoto, Novland, Topo, etc..
- Conspiration, Flǔtiste, 2015.
- Main gauche, Radio as paper, coll. « Radio as paper mini-comics », 2017.
- Fabuleux Vaisseaux (avec Krocui), Flǔtiste, 2018.
- Panique, Polystyrène, coll. « Façade » 2018.
- Le Grand Vide, 2024, 2021.
- Semi Science-Fiction, Flǔtiste, 2023

## Prix et distinctions
- 2022 : Fauve du Public France Télévisions du festival d'Angoulême pour Le Grand Vide
- 2022 :  Prix BolognaRagazzi, catégorie « Comics - young adult », foire du livre de jeunesse de Bologne, pour Le Grand Vide[11]
- 2024 :  Prix Ignatz du nouveau talent prometteur pour Le Grand Vide[13]